# Day (romanzo)
Day è un romanzo dello scrittore statunitense Michael Cunningham, pubblicato nel 2023.
Il romanzo, l'ottavo di Cunningham, si concentra sui tre personaggi principali nel corso di tre giornate, il 5 aprile del 2019, del 2020 e del 2021. I critici hanno notato che, come Le ore, Day è fortemente influenzato dallo stile di Virginia Woolf, ma mentre per il libro che gli valse il Premio Pulitzer Cunningham si ispirò a La signora Dalloway, in questo caso il romanzo woolfiano di riferimento è Gita al faro.

## Storia editoriale
Il libro è stato pubblicato dal Random House in lingua originale nel novembre 2023 e nelle settimane successive il romanzo è stato pubblicato anche in diverse lingue europee, tra cui l'olandese, il polacco, il portoghese e lo slovacco. In Italia è stato pubblicato il 30 gennaio 2024 da La nave di Teseo.

## Trama
Il matrimonio di Isabel e Dan è sprofondato nella routine e Isabel, una photo-editor, sente il bisogno di un cambiamento. Sia lei che il marito sono molto legati a Robbie, il fratello gay più giovane di Isabel, che al momento sta ottenendo una discreta popolarità su Instagram grazie a Wolfe, un alter ego di sua invenzione. La pandemia di COVID-19 li costringe a mettere in discussione il loro equilibrio.

## Edizioni
- Day, traduzione di Carlo Prosperi, Milano, La nave di Teseo, 2024, ISBN 9788834616475.